# Göllner Mária
Nagy Emilné Göllner Mária (Budapest, 1894. november 13. – Bázel, 1982. január 19.) magyar művelődéstörténész, antropozófus, a magyarországi Waldorf-pedagógia megteremtője.

## Élete
Édesapja, Göllner Aladár, tekintélyes orvos, édesanyja, Szabó Mária kivételesen művelt, széles látókörű asszony volt.

### A leány
Göllner Mária bölcsészhallgató lett, földrajztudományi, történelmi és filozófiai tanulmányokat folytatott, 1918-ban szerzett doktori címet. Az ókor szellemi művelődésének geográfiai alapjai címen megjelent disszertációja volt első, nyomtatásban megjelent munkája.
Az első világháború idején kezdte meg munkáját a Vöröskeresztnél, amelyet kisebb-nagyobb megszakításokkal és módosult körülmények között évtizedeken át folytatott.

### A családanya
A háború éveiben ismerkedett meg leendő férjével, a nála két évtizeddel idősebb, kétszer megözvegyült dr. Nagy Emillel, aki a század eleje óta rangos ügyvéd, képviselő volt, ismert tárcaíró, majd a Bethlen-kormányban igazságügyi miniszter.
Házasságukból három fiúgyermek született, István (1919–1992), Sándor (sz. 1926) és Kristóf (1930–1973).

### Az antropozófus
Göllner Máriát 1924-ben fogadta először a svájci Dornachban, az antropozófia központjában Rudolf Steiner.
Magyarországra visszatérte után tanulmányozta Steiner hatalmas – ma is feldolgozás alatt álló – életművét, és azt igyekezett magyarul is hozzáférhetővé tenni.
1926. február 20-án hetedmagával megalapította a Magyar Antropozófusok Baráti Körét, amely a magyar antropozófia születési dátumának is tekinthető.

### Az iskolaalapító
Göllner Mária legjelentősebb hazai tevékenysége a Kissvábhegyi út 21. szám alatti Kissvábhegyi Waldorf Iskola és Internátus 1926-os alapítása, majd vezetése volt, ezt anyagilag férje tette lehetővé, aki díjmentesen átadta a hatalmas uszodás házát az iskola számára, sőt az adóterheket továbbra is viselte.
1933-ban a Waldorf iskolát be kellett zárni, mert a német tanítók nem kaptak munkavállalási engedélyt, haza kellett térniük a „harmadik birodalomba”. Göllner Mária ettől kezdve – már háromgyermekes családanyaként – házukban és kertjükben tartotta előadásainak zömét. A német megszállás idején üldözötteket bújtatott, (például Török Sándort).
A második világháború után lényegében lezárult magyar földön kifejtett antropozófiai tevékenysége. A háború után még tarthatott kurzusokat, és az általa létesített Genius Vállalat kiadta Rudolf Steiner néhány munkájának magyar fordítását, de ez nem tarthatott sokáig, az antropozófiát a kommunizmus is üldözte.

### A lapalapító
A fiatalasszony saját költségén lapot indított elítélteknek, mely az első börtönújság volt Magyarországon. A lap a Bizalom címet kapta, mert feladatai közé tartozott, hogy az elítéltekben ébren tartsa a Gondviselés és az Isteni Világrend iránti bizalmat. A világban zajló politikai eseményekről is tájékoztatást adott, de csak tények közlésére szorítkozott, és szépirodalmat, rövidebb esszéket tartalmazott. Göllner ügyelt rá, hogy az elítélteket untató vagy bőszítő lapos erkölcsi szónoklatok ne kerüljenek a lapba. 1929 karácsonyától 1944 karácsonyáig jelent meg a börtönújság, kéthetente.

### Az író
Szellemtörténeti trilógiája – A magyar ősvallás és a kereszténység a magyar népmese tükrében, a Népszokások, mondák és az ember illetve A Kalevala titkairól – képezi munkásságának magvát az itthon, magyarul írt művei közül.

### Az emigráns
1946 novemberében a Vöröskereszt megbízásából elhagyta Magyarországot, hogy egy gyermekvonatot kísérjen Olaszországba, és a rokkantgondozást tanulmányozza Svájcban. Tervezte a Budapestre visszatérést, de egyik fiával mégis Svájcban maradt, ahol harmincöt évet töltött, elszakadt családjától, s a magyar antropozófusoktól, de szellemi vezetőként továbbra is inspirálta tanítványait.
Anyagi gondokkal küzdött, fia betegeskedett, hivatása kenyérkeresetté vált. Kapcsolata a Vöröskereszttel nem szűnt meg, az Ifjúsági Vöröskereszt számára egy illusztrált kiadványt és egy gyermekújságot szerkesztett Herz címen, a Vöröskereszt e kiadványokat a háború által sújtott országokban terjesztette. Cikkeket, tanulmányokat írt és előadások sorát tartotta; ekkor már Maria von Nagy néven. Alig akadt a Német-Svájcban olyan város, amelynek antropozófiai csoportja ne hívta volna meg ciklusok tartására, de előadott Nyugat-Németországban, Londonban, Pozsonyban és a déli féltekén is.
Pályája csúcsán, az 1960-as évektől kezdve mintegy húsz éven át a baseli népfőiskolán tartott előadás-sorozatot, bár itt nem antropozófiát, hanem kultúrtörténeti, képzőművészeti, irodalmi témákat adott elő, de beszélt a svájci misztikáról, a krisztológia különböző területeiről is. Feljegyzéseiből tudjuk, hogy Svájcban való letelepedésétől kezdve csaknem kétezer előadást tartott, a fenti országokban saját nyelvükön, illetve emigráns közösségekben magyarul. Ausztráliában és Új-Zélandon élete végén hónapokat töltött, meggyengült látása miatt ekkor már jegyzetek nélkül tartotta előadásait.
Ausztráliából visszatérve írta az Alfred Meebold emlékének ajánlott Dialog der Hemisphären (A hemiszférák párbeszéde),-t ez két kiadást élt meg Nyugat-Németországban, magyarul – csaknem teljes egészében – a Michaeliták könyvében olvasható.
„Ebben a könyvben igyekeztem azokat a szellemtudományi összefüggésekből nyert tapasztalataimat rögzíteni, amelyeket nagy utazásom alatt éltem át. Úgy éreztem, hogy sok olyasmire bukkantam, amiről még soha nem írtak, és nem hoztak nyilvánosságra.”
Svájcban németül írt könyvei közül még kettőt kell kiemelni: Die Wandbilder der Scrovegni Kapelle zu Padua, illetve Kristóf fiával közös munkáját, a Die Legenda aurea und ihr Verfasser Jacobus de Voragine. Magyarul nem olvashatók.
A hatvanas évek közepétől ritka, gyógyíthatatlan szembetegség kínozta, a hetvenes évektől fokozatosan elvesztette a látását.
Megérte legkisebb fia, Kristóf halálát 1973-ban, a legidősebb, István, politikai okok miatt Magyarországon börtönbe került, 1976-ban szabadult.
Göllner Mária 1982-ben hunyt el.

## Művei

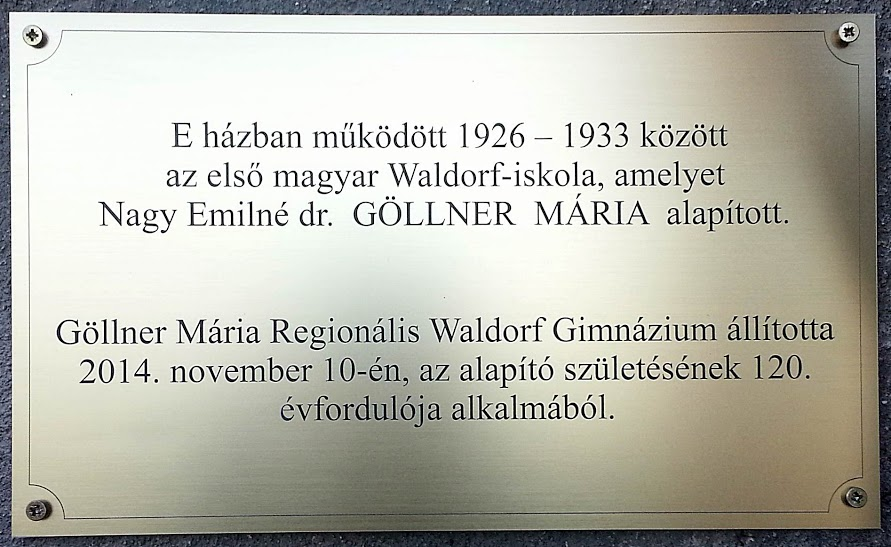
Emléktáblája Budapesten

### Göllner Mária néven
- Az ókori szellem művelődésének geográfiai alapjai (Budapest, 1918)

### Nagy Emilné dr. Göllner Mária néven
- Karácsonytól Karácsonyig (Budapest, 1920)
- A halál a magyar mitológiában és a költészetben (Budapest, é.n.)
- Móres bácsi hegedűje (In: Bizalom, 1931/20. sz. – 1932/1. sz.)
- Küzdelem a Nagysárkányrend ellen (In: Bizalom, 1939/21. sz. – 1940/14. sz.)
- Népszokások, mondák és az ember (Budapest, 1939; 2003)
- A Kalevala titka (Budapest, 1940, Magyar-Finn Társaság; 2006)
- A magyar ősvallás és a kereszténység (Budapest, 1941, Genius; 2003) részlet
- Beszélgetések a Kalevala világnézetéről (Budapest, 1943, Pázmány Péter Tudományegyetem; 2006)

### Maria von Nagy néven
- Die Geige des Alten Moresch (Bázel, 1948, Herz)
- Das Marienkäferchen (Bázel, 1948, Herz)
- Sterngeige (Bázel, 1950, Herz)
- Tagebuch für Knaben und Mädchen (Zürich, 1950)
- Finnentöchter. Drei Kleindramen aus Welkriegszeiten (Augsburg-Bázel, 1952, Brigg Verlag)
- John the Baptist and John the Evangelist (1955, magánkiadás)
- Keresztelő János és János evangélista (Budapest, é.n., kézirat)
- Rudolf Steiner az öngyilkosságról (Budapest, é.n., kézirat)
- Die Wandbilder der Scrovegni-Kapelle zu Padua: Giottos Verhältnis zu seinen Quellen (Bern-München, 1962, Francke Verlag)
- Dialog der Hemisphären. Eine kulturbiographische Skizze 1212-1952. (Schnaitheim-Heidenheim a.d. Brenz, 1963, Verlag Theilacker)
- Register zu dem Essaywerk von Albert Steffen (Bern-München, 1970, Francke Verlag)
- Die Legenda Aurea und ihr Verfasser Jacobus de Voragine (Bern-München, 1971, Francke Verlag)
- Dante und Brunetto. Vorspiel zum letzten Fresko von Giotto (Bern-München, 1974, Francke Verlag)
- Rudolf Steiner über seine Letzte Ansprache, über Ungarn und über die Schweiz – Memoiren I. (Brugg, 1974, Genius Verlag); Emlékiratok I. (Budapest, é.n., kézirat)
- Über den Tod von Albert Steffen, Béla Bartók, H.D. – Memoiren II. (Bern-München, 1978, Francke Verlag)
- Die Entstehung und das Wirken des Wahren Rosenkreutzertums (h.n., 1980, kézirat)
- Der Weg des Arztes Lajos Enyingi-Göllner, 24.9.1898, zu einer Erweiterung der Medizin über Budapest – Rostock – Arlesheim (In: Der Merkurstab 1973/26)

### Folyóiratban megjelent írásai

#### Das Goetheanum
- Attila (1936)
- Über die Pflege des Vertrauens (1947)
- Über das Zwischenspiel im "Hamlet" und in den "Märtyrern" (1947)
- Einiges über die Kriegsinvalidenfürsorge I-II. (1947)
- Jean Cocteau: "Der Doppeladler" (1947)
- Väinämöinen (1947)
- Kraftquellen in der Erziehung zum Sozialen (1949)
- R. Steiner und der Nachlaß Nietzsches (1950)
- Zwergwüchsige Menschen (1951)
- Die Strafkolonie auf der Teufelsinsel wird aufgelöst … (1952)
- Gedächtnis und Nervosität. Zum Vortrag R. Steiners 4.10.1919 und 11.1.1912 (1952)
- Rudolf Steiner über den Selbstmord I-III. (1952)
- Zum 130. Geburtstag Greogr Mendels (1952)
- Raffael und der Osten (1952)
- Amos Comenius und Francis Bacon (1953)
- Die große Reise der Sixtinischen Madonna (1753 von Piacenza nach Dresden) (1953)
- Das Königskostüm der griechischen Tragödie (1954)
- Gruß an die Dichterin M. Modena anläßlich ihres 60. Geburtstages (1959)
- Die Polarität Giotto-Dante (1961)
- Die "Akasha-Chronik" im Christentum (1961)
- Das Sterben bei Ibsen und Strindberg (1961)
- Ringen um die Verbindung mit dem toten Freund. Schiller (1961)
- Debussy: Pelléas et Mélisande (1961)
- Für Franz Liszt (1962)
- Die Oper. Das Gesamtkunstwerk und das moderne metaphysische Drama (1962)
- "Die Wandbilder der Scrovegni-Kapelle zu Padua" (1963)
- Das "A" als Auferstehungsgeste in der Koptischen Kunst (1964)
- Zum Tode von Fr. E. Sillanpää (1964)
- "Wer Wind sät, wird Sturm ernten". Hosea (1964)
- R. Steiner über "Die Tragödie des Menschen" von Imre Madach (1964)
- Was uns alle an dem amerikanischen Dichter Ezra Pound angeht (1966)
- Összegyűjtött műveinek egy része és élettörténete a Michaeliták c. kötetben jelent meg (Arkánum Szellemi Iskola, 2000)

### 2000 után
- Michaeliták. A magyar népszellem és az antropozófia kapcsolata; szerk. Juhász József, ford. Scherak Mari; Arkánum Szellemi Iskola, Ispánk, 2000 (Arkánum Szellemi Iskola könyvtára sorozat)
- A magyar ősvallás és a kereszténység; "Tiszta – Gondolat" Alapítvány, Gadány, 2003
- A Kalevala titka. Beszélgetések a Kalevala világnézetéről; "Jupiter" Asztroszófiai Egyesület, Tamási, 2006
- Küzdelem a Nagysárkány-rend ellen; szöveggond., utószó Juhász József; Fapadoskonyv.hu, Bp., 2012
- Michaeliták. A magyar népszellem és az antropozófia kapcsolata; szerk. Juhász József, ford. Scherak Mari; Arkánum Szellemi Iskola Alapítvány, Ispánk, 2016 (Arkánum Szellemi Iskola könyvtára sorozat)

## Társasági tagság
- Magyar Antropozófusok Baráti Köre (alapító tag, 1926)